# Idriss Carlos Kameni
Idriss Carlos Kameni (Douala, 18 febbraio 1984) è un calciatore camerunese con passaporto francese, portiere svincolato.
Considerato tra i migliori portieri camerunesi di tutti i tempi, oltre che uno dei migliori portieri africani in attività, ha esordito in Nazionale maggiore nel 2001 all'età di 17 anni, e dal 2003, diciannovenne, è stato il portiere titolare del Camerun.
Nel 2000 all'età di 16 anni, con la maglia del Camerun, diventa il più giovane calciatore a vincere una medaglia d'oro olimpica.
È stato eletto Miglior portiere africano della stagione 2006-2007.

## Biografia
Ha un fratello maggiore di 6 anni, Mathurin Kameni, anch'egli portiere, ritiratosi nel 2010; Idriss Carlos ha scelto di diventare portiere in quanto era il ruolo del fratello maggiore; Mathurin in tutto vanta 4 presenze con la maglia del Camerun, insieme i due fratelli hanno partecipato alla Coppa d'Africa 2004.

## Carriera

### Club

#### Gli inizi: Sion, Le Havre, Saint-Étienne
Formatosi tra l'Union Club Yaoundé e la Kadji Sports Academy di Douala, la stessa scuola di Samuel Eto'o, arriva in Europa al Sion nel 1999 all'età di 15 anni.
Nell'estate 2000 si trasferisce in Francia al Le Havre, dopo due stagioni va in prestito per un anno al Saint-Étienne e poi torna per un'altra stagione al Le Havre.
Nel 2001, all'età di 17 anni, sostenne un breve provino con la Juventus che, però, decise di non tesserarlo.
Dopo 4 anni in Francia, nell'estate 2004 a 20 anni, nel frattempo già diventato portiere titolare del Camerun si trasferisce in Spagna, all'Espanyol per 600000 $.

#### Espanyol
Kameni arriva nel club che fu di Thomas N'Kono, connazionale e recordman di presenze per un giocatore africano nella Liga, con 241 (poi superato da un altro camerunese, Samuel Eto'o), tutte con l'Espanyol. Dalla prima stagione nel club di Barcellona gioca tutte le trentotto partite della Liga. Nella seconda stagione spagnola l'Espanyol vince la Coppa del Re con Kameni sempre titolare; l'anno successivo invece in Coppa Uefa la squadra arriva sino in finale sconfitta dal Siviglia. È stato eletto Miglior portiere africano della stagione 2006-2007.
Nella stagione 2008-2009 Kameni ha avuto due episodi di tensione: a gennaio ci fu uno scontro con un tifoso (che per primo insultò il portiere), seguito a maggio da uno scontro con il compagno di squadra Grégory Béranger durante un allenamento. Nell'estate 2009 ha rinnovato il contratto con l'Espanyol per altri 4 anni, fino al 2013. Il 13 gennaio 2012 rescinde il contratto che lo legava all'Espanyol fino al 2013.

#### Malaga
Il 16 gennaio 2012 viene ingaggiato dal Málaga firmando un contratto di due anni e mezzo. Nonostante nelle sue prime due stagioni con la nuova maglia trovi poco spazio, ritrova il posto da titolare nella stagione 2014-2015, in cui disputa tutte e trentotto le partite della Liga..

#### Fenerbahce
Nell'estate 2017 viene ingaggiato dal Fenerbahçe, dove rimarrà a giocare fino al 2019 con il ruolo di secondo portiere, collezionando 9 presenze in due anni.

#### Arta/Solar7
Nell'agosto 2021, dopo essere rimasto svincolato per due anni, viene ingaggiato dall'Arta/Solar7, squadra della prima divisione del campionato di Gibuti. Il 31 agosto 2022, dopo un anno di permanenza, viene ceduto alla squadra andorrana dell'UE Santa Coloma per una cifra di circa 50 mila euro.

#### UE Santa Coloma
Il 31 agosto 2022 firma un contratto annuale con l'UE Santa Coloma, fino al 30 giugno 2023.

### Nazionale
Dal 2003 è portiere titolare del Camerun. Nel 2000 giocò titolare e nella finale vinta 7-6 (2-2) ai rigori con la Spagna, parò un rigore ad Amaya.
Nel 2001 fa l'esordio in Nazionale maggiore e nel 2002 vince la Coppa d'Africa e partecipa al Mondiale 2002 senza però mai giocare. Da quell'anno partecipa a tutte le edizioni della Coppa d'Africa: 2004, 2006, 2008 dove i leoni arrivano sino in finale sconfitti 1-0 dall'Egitto e l'ultima nel 2010.
Proprio nell'edizione del 2010 nei quarti di finale persi 3-1 con l'Egitto è protagonista in negativo: con i leoni in vantaggio grazie a Emana al 38' su un tiro da 40 metri di A. Hassan, Kameni compie una papera che regala l'1-1 agli egiziani, poi un errore di Geremi vale l'1-2, infine su una punizione ancora di Hassan, il portiere compie un altro errore mancando un pallone che poi sbatte sulla traversa e sulla riga di porta, un gol fantasma che significa il 3-1 e l'eliminazione del Camerun.
Convocato per il Mondiale 2010, due giorni prima dell'esordio il CT Le Guen dichiara che il portiere che scenderà in campo all'esordio non sarà Kameni, ma il trentasettenne Souleymanou Hamidou, influiscono le prestazioni non convincenti di Kameni in Coppa d'Africa anche se lo stesso Souleymanou non aveva convinto; difatti dopo la sconfitta per 1-0 col Giappone dal Camerun viene contestato a Le Guen l'aver fatto giocare Souleymanou.

## Statistiche

### Presenze e reti nei club
Statistiche aggiornate al 21 gennaio 2017.
| Stagione        | Squadra         | Campionato      | Campionato | Campionato | Coppe nazionali | Coppe nazionali | Coppe nazionali | Coppe continentali | Coppe continentali | Coppe continentali | Altre coppe | Altre coppe | Altre coppe | Totale | Totale |
| Stagione        | Squadra         | Comp            | Pres       | Reti       | Comp            | Pres            | Reti            | Comp               | Pres               | Reti               | Comp        | Pres        | Reti        | Pres   | Reti   |
| --------------- | --------------- | --------------- | ---------- | ---------- | --------------- | --------------- | --------------- | ------------------ | ------------------ | ------------------ | ----------- | ----------- | ----------- | ------ | ------ |
| 2004-2005       | Espanyol        | PD              | 38         | -45        | -               | -               | -               | -                  | -                  | -                  | -           | -           | -           | -      | -      |
| 2005-2006       | Espanyol        | PD              | 17         | -22        | CR              | 1               | -1              | CU                 | 2                  | -4                 | -           | -           | -           | -      | -      |
| 2006-2007       | Espanyol        | PD              | 36         | -50        | -               | -               | -               | CU                 | -                  | -                  | SS          | 1           | -3          | -      | -      |
| 2007-2008       | Espanyol        | PD              | 29         | -39        | CR              | -               | -               | -                  | -                  | -                  | -           | -           | -           | -      | -      |
| 2008-2009       | Espanyol        | PD              | 37         | -47        | CR              | 2               | -3              | -                  | -                  | -                  | -           | -           | -           | -      | -      |
| 2009-2010       | Espanyol        | PD              | 31         | -38        | -               | -               | -               | -                  | -                  | -                  | -           | -           | -           | -      | -      |
| 2010-2011       | Espanyol        | PD              | 33         | -47        | CR              | -               | -               | -                  | -                  | -                  | -           | -           | -           | -      | -      |
| 2011-gen. 2012  | Espanyol        | PD              | -          | -          | -               | -               | -               | -                  | -                  | -                  | -           | -           | -           | -      | -      |
| Totale Espanyol | Totale Espanyol | Totale Espanyol | 221        | -288       |                 | 3               | -4              |                    | 2                  | -4                 |             | 1           | -3          | 227    | -299   |
| gen.-giu. 2012  | Malaga          | PD              | 9          | -9         | CR              | -               | -               | -                  | -                  | -                  | -           | -           | -           | 9      | -9     |
| 2012-2013       | Malaga          | PD              | 3          | -7         | CR              | 6               | -12             | UCL                | 1                  | -2                 | -           | -           | -           | 10     | -21    |
| 2013-2014       | Malaga          | PD              | 0          | 0          | CR              | 1               | -1              | -                  | -                  | -                  | -           | -           | -           | 1      | -1     |
| 2014-2015       | Malaga          | PD              | 38         | -48        | -               | -               | -               | -                  | -                  | -                  | -           | -           | -           | 38     | -48    |
| 2015-2016       | Malaga          | PD              | 28         | -25        | -               | -               | -               | -                  | -                  | -                  | -           | -           | -           | 28     | -25    |
| 2016-2017       | Malaga          | PD              | 35         | -48        | -               | -               | -               | -                  | -                  | -                  | -           | -           | -           | 17     | -28    |
| Totale Malaga   | Totale Malaga   | Totale Malaga   | 113        | -137       |                 | 7               | -13             |                    | 1                  | -2                 |             | -           | -           | 121    | -152   |
| Totale carriera | Totale carriera | Totale carriera | 334        | -425       |                 | 10              | -17             |                    | 3                  | -6                 |             | 1           | -3          | 348    | -451   |

### Cronologia presenze e reti in nazionale
| Cronologia completa delle presenze e delle reti in nazionale ― Camerun | Cronologia completa delle presenze e delle reti in nazionale ― Camerun | Cronologia completa delle presenze e delle reti in nazionale ― Camerun | Cronologia completa delle presenze e delle reti in nazionale ― Camerun | Cronologia completa delle presenze e delle reti in nazionale ― Camerun | Cronologia completa delle presenze e delle reti in nazionale ― Camerun | Cronologia completa delle presenze e delle reti in nazionale ― Camerun | Cronologia completa delle presenze e delle reti in nazionale ― Camerun |
| Data                                                                   | Città                                                                  | In casa                                                                | Risultato                                                              | Ospiti                                                                 | Competizione                                                           | Reti                                                                   | Note                                                                   |
| ---------------------------------------------------------------------- | ---------------------------------------------------------------------- | ---------------------------------------------------------------------- | ---------------------------------------------------------------------- | ---------------------------------------------------------------------- | ---------------------------------------------------------------------- | ---------------------------------------------------------------------- | ---------------------------------------------------------------------- |
| 25-5-2001                                                              | Suwon                                                                  | Corea del Sud                                                          | 0 – 0                                                                  | Camerun                                                                | Amichevole                                                             | -                                                                      |                                                                        |
| 17-4-2002                                                              | Vienna                                                                 | Austria                                                                | 0 – 0                                                                  | Camerun                                                                | Amichevole                                                             | -                                                                      | 46’                                                                    |
| 11-2-2003                                                              | Châteauroux                                                            | Camerun                                                                | 0 – 3                                                                  | Costa d'Avorio                                                         | Amichevole                                                             | -1                                                                     | 46’                                                                    |
| 27-3-2003                                                              | Tunisi                                                                 | Madagascar                                                             | 0 – 2                                                                  | Camerun                                                                | Amichevole                                                             | -                                                                      |                                                                        |
| 30-3-2003                                                              | Tunisi                                                                 | Tunisia                                                                | 1 – 0                                                                  | Camerun                                                                | Amichevole                                                             | -1                                                                     |                                                                        |
| 19-6-2003                                                              | Saint-Denis                                                            | Camerun                                                                | 1 – 0                                                                  | Brasile                                                                | Conf. Cup 2003 - 1º turno                                              | -                                                                      |                                                                        |
| 21-6-2003                                                              | Saint-Denis                                                            | Camerun                                                                | 1 – 0                                                                  | Turchia                                                                | Conf. Cup 2003 - 1º turno                                              | -                                                                      |                                                                        |
| 26-6-2003                                                              | Lione                                                                  | Colombia                                                               | 0 – 1                                                                  | Camerun                                                                | Conf. Cup 2003 - Semifinale                                            | -                                                                      | 37’                                                                    |
| 29-6-2003                                                              | Saint-Denis                                                            | Francia                                                                | 1 – 0                                                                  | Camerun                                                                | Conf. Cup 2003 - Finale                                                | -1                                                                     |                                                                        |
| 19-11-2003                                                             | Ōita                                                                   | Giappone                                                               | 0 – 0                                                                  | Camerun                                                                | Amichevole                                                             | -                                                                      |                                                                        |
| 25-1-2004                                                              | Susa                                                                   | Camerun                                                                | 1 – 1                                                                  | Algeria                                                                | Coppa d'Africa 2004 - 1º turno                                         | -1                                                                     |                                                                        |
| 29-1-2004                                                              | Sfax                                                                   | Zimbabwe                                                               | 3 – 5                                                                  | Camerun                                                                | Coppa d'Africa 2004 - 1º turno                                         | -3                                                                     |                                                                        |
| 3-2-2004                                                               | Monastir                                                               | Camerun                                                                | 0 – 0                                                                  | Egitto                                                                 | Coppa d'Africa 2004 - 1º turno                                         | -                                                                      |                                                                        |
| 8-2-2004                                                               | Monastir                                                               | Camerun                                                                | 1 – 2                                                                  | Nigeria                                                                | Coppa d'Africa 2004 - Quarti di finale                                 | -2                                                                     |                                                                        |
| 28-4-2004                                                              | Sofia                                                                  | Bulgaria                                                               | 3 – 0                                                                  | Camerun                                                                | Amichevole                                                             | -1                                                                     | 46’                                                                    |
| 6-6-2004                                                               | Yaoundé                                                                | Camerun                                                                | 2 – 1                                                                  | Benin                                                                  | Qual. Mondiali 2006                                                    | -1                                                                     |                                                                        |
| 18-6-2004                                                              | Misurata                                                               | Libia                                                                  | 0 – 0                                                                  | Camerun                                                                | Qual. Mondiali 2006                                                    | -                                                                      |                                                                        |
| 5-9-2004                                                               | Il Cairo                                                               | Egitto                                                                 | 3 – 2                                                                  | Camerun                                                                | Qual. Mondiali 2006                                                    | -3                                                                     |                                                                        |
| 17-11-2004                                                             | Lipsia                                                                 | Germania                                                               | 3 – 0                                                                  | Camerun                                                                | Amichevole                                                             | -3                                                                     |                                                                        |
| 9-2-2005                                                               | Créteil                                                                | Senegal                                                                | 0 – 1                                                                  | Camerun                                                                | Amichevole                                                             | -                                                                      |                                                                        |
| 27-3-2005                                                              | Yaoundé                                                                | Camerun                                                                | 2 – 1                                                                  | Sudan                                                                  | Qual. Mondiali 2006                                                    | -1                                                                     |                                                                        |
| 15-11-2005                                                             | Alès                                                                   | Camerun                                                                | 0 – 0                                                                  | Marocco                                                                | Amichevole                                                             | -                                                                      | 46’                                                                    |
| 29-1-2006                                                              | Il Cairo                                                               | Camerun                                                                | 2 – 0                                                                  | RD del Congo                                                           | Coppa d'Africa 2006 - 1º turno                                         | -                                                                      |                                                                        |
| 27-5-2006                                                              | Rotterdam                                                              | Paesi Bassi                                                            | 1 – 0                                                                  | Camerun                                                                | Amichevole                                                             | -1                                                                     |                                                                        |
| 3-9-2006                                                               | Kigali                                                                 | Ruanda                                                                 | 0 – 3                                                                  | Camerun                                                                | Qual. Coppa d'Africa 2008                                              | -                                                                      |                                                                        |
| 7-10-2006                                                              | Yaoundé                                                                | Camerun                                                                | 3 – 0                                                                  | Guinea Equatoriale                                                     | Qual. Coppa d'Africa 2008                                              | -                                                                      |                                                                        |
| 7-2-2007                                                               | Lomé                                                                   | Togo                                                                   | 2 – 2                                                                  | Camerun                                                                | Amichevole                                                             | -1                                                                     | 46’                                                                    |
| 24-3-2007                                                              | Yaoundé                                                                | Camerun                                                                | 3 – 1                                                                  | Liberia                                                                | Qual. Coppa d'Africa 2008                                              | -1                                                                     |                                                                        |
| 3-6-2007                                                               | Monrovia                                                               | Liberia                                                                | 1 – 2                                                                  | Camerun                                                                | Qual. Coppa d'Africa 2008                                              | -1                                                                     |                                                                        |
| 9-9-2007                                                               | Malabo                                                                 | Guinea Equatoriale                                                     | 1 – 0                                                                  | Camerun                                                                | Qual. Coppa d'Africa 2008                                              | -1                                                                     |                                                                        |
| 22-1-2008                                                              | Kumasi                                                                 | Camerun                                                                | 2 – 4                                                                  | Egitto                                                                 | Coppa d'Africa 2008 - 1º turno                                         | -4                                                                     |                                                                        |
| 26-1-2008                                                              | Kumasi                                                                 | Zambia                                                                 | 1 – 5                                                                  | Camerun                                                                | Coppa d'Africa 2008 - 1º turno                                         | -5                                                                     |                                                                        |
| 30-1-2008                                                              | Tamale                                                                 | Camerun                                                                | 3 – 0                                                                  | Sudan                                                                  | Coppa d'Africa 2008 - 1º turno                                         | -                                                                      |                                                                        |
| 4-2-2008                                                               | Tamale                                                                 | Tunisia                                                                | 2 – 3 dts                                                              | Camerun                                                                | Coppa d'Africa 2008 - Quarti di finale                                 | -2                                                                     |                                                                        |
| 7-2-2008                                                               | Accra                                                                  | Ghana                                                                  | 0 – 1                                                                  | Camerun                                                                | Coppa d'Africa 2008 - Semifinale                                       | -                                                                      |                                                                        |
| 10-2-2008                                                              | Accra                                                                  | Camerun                                                                | 0 – 1                                                                  | Egitto                                                                 | Coppa d'Africa 2008 - Finale                                           | -1                                                                     |                                                                        |
| 31-5-2008                                                              | Yaoundé                                                                | Camerun                                                                | 2 – 0                                                                  | Capo Verde                                                             | Qual. Mondiali 2010                                                    | -                                                                      |                                                                        |
| 8-6-2008                                                               | Curepipe                                                               | Mauritius                                                              | 0 – 3                                                                  | Camerun                                                                | Qual. Mondiali 2010                                                    | -                                                                      |                                                                        |
| 14-6-2008                                                              | Dar es Salaam                                                          | Tanzania                                                               | 0 – 0                                                                  | Camerun                                                                | Qual. Mondiali 2010                                                    | -                                                                      |                                                                        |
| 21-6-2008                                                              | Yaoundé                                                                | Camerun                                                                | 2 – 1                                                                  | Tanzania                                                               | Qual. Mondiali 2010                                                    | -1                                                                     |                                                                        |
| 6-9-2008                                                               | Praia                                                                  | Capo Verde                                                             | 1 – 2                                                                  | Camerun                                                                | Qual. Mondiali 2010                                                    | -1                                                                     |                                                                        |
| 11-10-2008                                                             | Yaoundé                                                                | Camerun                                                                | 5 – 0                                                                  | Mauritius                                                              | Qual. Mondiali 2010                                                    | -                                                                      |                                                                        |
| 19-11-2008                                                             | Rustenburg                                                             | Sudafrica                                                              | 3 – 2                                                                  | Camerun                                                                | Amichevole                                                             | -3                                                                     |                                                                        |
| 11-2-2009                                                              | Bondoufle                                                              | Camerun                                                                | 3 – 1                                                                  | Guinea                                                                 | Amichevole                                                             | -                                                                      | 46’                                                                    |
| 28-3-2009                                                              | Accra                                                                  | Togo                                                                   | 1 – 0                                                                  | Camerun                                                                | Qual. Mondiali 2010                                                    | -1                                                                     |                                                                        |
| 7-6-2009                                                               | Yaoundé                                                                | Camerun                                                                | 0 – 0                                                                  | Marocco                                                                | Qual. Mondiali 2010                                                    | -                                                                      |                                                                        |
| 13-6-2009                                                              | Abidjan                                                                | Costa d'Avorio                                                         | 2 – 1                                                                  | Camerun                                                                | Amichevole                                                             | -1                                                                     | 46’                                                                    |
| 12-8-2009                                                              | Klagenfurt                                                             | Austria                                                                | 0 – 2                                                                  | Camerun                                                                | Amichevole                                                             | -                                                                      |                                                                        |
| 5-9-2009                                                               | Libreville                                                             | Gabon                                                                  | 0 – 2                                                                  | Camerun                                                                | Qual. Mondiali 2010                                                    | -                                                                      |                                                                        |
| 9-9-2009                                                               | Yaoundé                                                                | Camerun                                                                | 2 – 1                                                                  | Gabon                                                                  | Qual. Mondiali 2010                                                    | -1                                                                     |                                                                        |
| 10-10-2009                                                             | Yaoundé                                                                | Camerun                                                                | 3 – 0                                                                  | Togo                                                                   | Qual. Mondiali 2010                                                    | -                                                                      |                                                                        |
| 14-11-2009                                                             | Fes                                                                    | Marocco                                                                | 0 – 2                                                                  | Camerun                                                                | Qual. Mondiali 2010                                                    | -                                                                      |                                                                        |
| 9-1-2010                                                               | Nairobi                                                                | Kenya                                                                  | 1 – 3                                                                  | Camerun                                                                | Amichevole                                                             | -1                                                                     |                                                                        |
| 13-1-2010                                                              | Lubango                                                                | Camerun                                                                | 0 – 1                                                                  | Gabon                                                                  | Coppa d'Africa 2010 - 1º turno                                         | -1                                                                     |                                                                        |
| 17-1-2010                                                              | Lubango                                                                | Camerun                                                                | 3 – 2                                                                  | Zambia                                                                 | Coppa d'Africa 2010 - 1º turno                                         | -2                                                                     | 80’                                                                    |
| 21-1-2010                                                              | Lubango                                                                | Camerun                                                                | 2 – 2                                                                  | Tunisia                                                                | Coppa d'Africa 2010 - 1º turno                                         | -2                                                                     |                                                                        |
| 25-1-2010                                                              | Benguela                                                               | Egitto                                                                 | 3 – 1 dts                                                              | Camerun                                                                | Coppa d'Africa 2010 - Quarti di finale                                 | -3                                                                     |                                                                        |
| 1-6-2010                                                               | Covilhã                                                                | Portogallo                                                             | 3 – 1                                                                  | Camerun                                                                | Amichevole                                                             | -3                                                                     |                                                                        |
| 26-3-2011                                                              | Dakar                                                                  | Senegal                                                                | 1 – 0                                                                  | Camerun                                                                | Qual. Coppa d'Africa 2012                                              | -1                                                                     |                                                                        |
| 4-6-2011                                                               | Garoua                                                                 | Camerun                                                                | 0 – 0                                                                  | Senegal                                                                | Qual. Coppa d'Africa 2012                                              | -                                                                      |                                                                        |
| 3-9-2011                                                               | Yaoundé                                                                | Camerun                                                                | 5 – 0                                                                  | Mauritius                                                              | Qual. Coppa d'Africa 2012                                              | -                                                                      |                                                                        |
| 7-10-2011                                                              | Kinshasa                                                               | RD del Congo                                                           | 2 – 3                                                                  | Camerun                                                                | Qual. Coppa d'Africa 2012                                              | -2                                                                     |                                                                        |
| 11-11-2011                                                             | Marrakech                                                              | Camerun                                                                | 3 – 1                                                                  | Sudan                                                                  | Amichevole                                                             | -                                                                      | 23’                                                                    |
| 26-5-2012                                                              | Amanvillers                                                            | Guinea                                                                 | 1 – 2                                                                  | Camerun                                                                | Amichevole                                                             | -1                                                                     |                                                                        |
| 2-6-2012                                                               | Yaoundé                                                                | Camerun                                                                | 1 – 0                                                                  | RD del Congo                                                           | Qual. Mondiali 2014                                                    | -                                                                      |                                                                        |
| 10-6-2012                                                              | Sfax                                                                   | Libia                                                                  | 2 – 1                                                                  | Camerun                                                                | Qual. Mondiali 2014                                                    | -2                                                                     |                                                                        |
| 16-6-2012                                                              | Yaoundé                                                                | Camerun                                                                | 1 – 0                                                                  | Guinea-Bissau                                                          | Qual. Coppa d'Africa 2013                                              | -                                                                      |                                                                        |
| 8-9-2012                                                               | Praia                                                                  | Capo Verde                                                             | 2 – 0                                                                  | Camerun                                                                | Qual. Coppa d'Africa 2013                                              | -2                                                                     |                                                                        |
| 14-10-2012                                                             | Yaoundé                                                                | Camerun                                                                | 2 – 1                                                                  | Capo Verde                                                             | Qual. Coppa d'Africa 2013                                              | -1                                                                     |                                                                        |
| 13-11-2015                                                             | Niamey                                                                 | Niger                                                                  | 0 – 3                                                                  | Camerun                                                                | Qual. Mondiali 2018                                                    | -                                                                      |                                                                        |
| 17-11-2015                                                             | Yaoundè                                                                | Camerun                                                                | 0 – 0                                                                  | Niger                                                                  | Qual. Mondiali 2018                                                    | -                                                                      |                                                                        |
| 25-3-2018                                                              | Madinat al-Kuwait                                                      | Kuwait                                                                 | 1 – 3                                                                  | Camerun                                                                | Amichevole                                                             | -                                                                      | 62’                                                                    |
| 9-6-2019                                                               | Majadahonda                                                            | Camerun                                                                | 2 – 1                                                                  | Zambia                                                                 | Amichevole                                                             | -1                                                                     | 82’                                                                    |
| Totale                                                                 |                                                                        | Presenze                                                               | 73                                                                     |                                                                        | Reti                                                                   | -65                                                                    |                                                                        |

## Palmarès

### Club
- Coppa di Spagna: 1

Espanyol: 2005-2006

### Nazionale
- Oro olimpico: 1

Sydney 2000
- Coppa d'Africa: 1

Mali 2002

### Individuale
- Miglior Portiere Africano: 1

2006-2007